# Объединение Германии (1871)

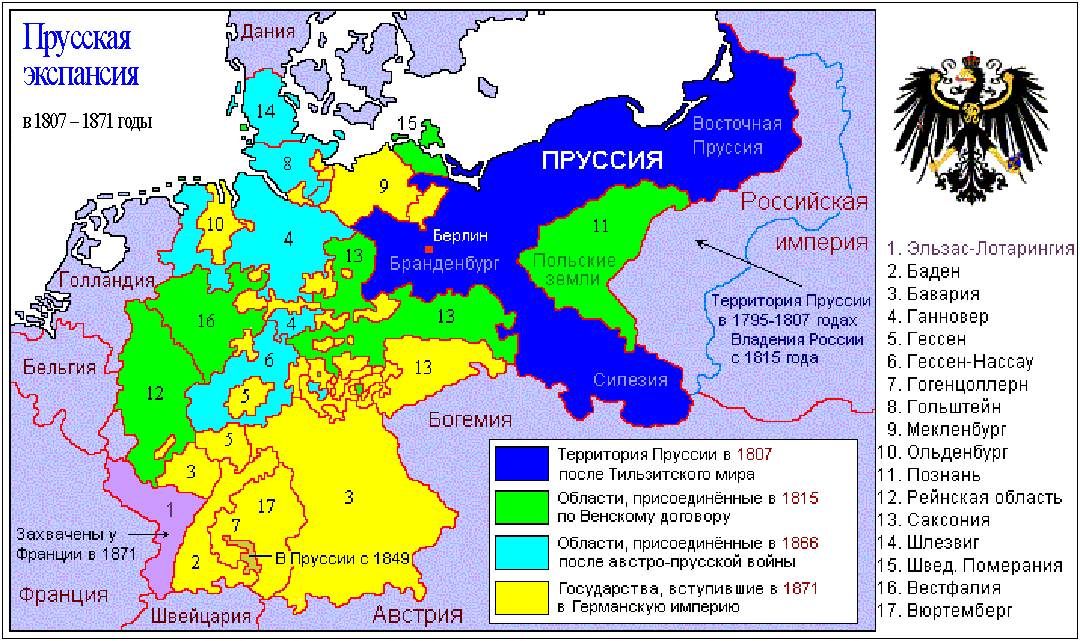
Объединение Германии вокруг Пруссии в 1807—1871

Объединение Германии (1871) — создание в 1871 году вокруг королевства Пруссия федеративного государства Германская империя из нескольких десятков независимых государств с немецким населением.
Объединение Германии традиционно рассматривают как политический процесс на протяжении 1864—1870 годов, в ходе которого Пруссия провела ряд военных кампаний против Дании, Австрии и Франции. Датой объединения Германии считается 18 января 1871 года, когда после провозглашения Германской империи прусский король Вильгельм I принял присягу в качестве германского императора.

## Предыстория объединения

### История германской государственности
В эпоху Великого переселения народов мигрирующие германские племена с севера Европы разошлись по всем концам континента, создав варварские государства от державы готов в Северном Причерноморье до королевства вандалов в Северной Африке. В новых завоёванных местностях пришлые племена смешивались с местными, более многочисленными и часто более цивилизованными народами, в результате чего потеряли национальную идентичность. Часть территорий, оставленных в первых веках нашей эры германцами, заселили западные славяне. К IX веку близкие по языку германские народы занимали территорию от Рейна до Эльбы, от Балтики до Италии.
Создание первых государств в Европе после падения Римской империи шло не по национальному признаку, а путём военных походов и подчинения мечом соседних племён. Вассалитет преобладал над национальным самосознанием, религиозные убеждения значили больше национальности. В начале IX века большая часть Западной Европы была объединена в державе Карла Великого, тогда же феодальные отношения начали оформлять общественно-политический племенной уклад германцев в сложную иерархическую структуру, объединявшей сотни территориально-государственных образований на землях Германии. Раздел франкской империи Карла Великого привёл к образованию Восточнофранкского королевства, примерно совпадавшего в границах с современной Германией. Как пишет Ксантенский анналист под 869 годом, первый его король, Людовик Немецкий, правил «у славян, в Баварии, Алемании и Реции, Саксонии, Швабии, Тюрингии и Франконии с областями Вормсфельд и Шпейер».

Территориальная эволюция Священной Римской империи.

Восточнофранкский король Оттон I значительно расширил границы королевства, преобразовав его в 962 году в «Священную Римскую империю германской нации», куда впоследствии были включены славяне, итальянцы, швейцарцы, венгры и другие народы. Священная Римская империя стала весьма рыхлым децентрализованным государственным образованием, в котором существовало два уровня власти: формальный имперский и удельный территориальный, часто конфликтовавших между собой.
После пресечения династии Гогенштауфенов в 1250 году в Священной Римской империи начался длительный период междуцарствия (1254—1273). Но и после его преодоления и вступления на престол в 1273 году Рудольфа I Габсбурга значение центральной власти продолжало падать, а роль правителей региональных княжеств — возрастать. Хотя монархи и предпринимали попытки восстановить былое могущество империи, на первый план вышли династические интересы: удельные правители прежде всего старались максимально расширить владения своих семей: Габсбурги закрепились в австрийских землях, Люксембурги — в Чехии, Моравии и Силезии, Виттельсбахи — в Бранденбурге, Голландии и Геннегау. Именно в позднее средневековье принцип выборности императора приобрёл реальное воплощение: на протяжении второй половины XIII — конца XV века император действительно выбирался из нескольких кандидатов, а попытки передачи власти по наследству обычно не имели успеха. Резко возросло влияние крупных территориальных князей на политику империи, причём семь наиболее могущественных князей-курфюрстов присвоили себе исключительное право избрания и смещения императора.
В XVII веке, когда в Европе давно сформировались сильные национальные монархии, Священную империю раздирали внутренние политические, религиозные и национальные противоречия. Вестфальский мир 1648 года после Тридцатилетней войны закрепил политическую раздробленность империи (более 300 субъектов), однако вместе с тем позволил сгладить ряд противоречий и обеспечил мирное развитие германских государств внутри империи.
К середине XVIII века среди множества мелких германских княжеств и удельных владений выделились два крупных, политически единых государства: королевство Пруссия и эрцгерцогство Австрия, родовое владение правящей императорской династии Габсбургов.

### Герцогство Австрия
На территории Австрии в позднюю античность жили романизированные кельты. В эпоху переселения народов туда мигрировали германские племена ругиев, лангобардов, баваров, позднее славяне.
Пограничные со славянами и венграми германские земли были преобразованы императором Священной империи Фридрихом Барбароссой в 1156 году в Австрийское герцогство. В 70-х годах XIII века Австрия перешла в наследственное владение дома Габсбургов, которые с 1438 года стали правящей династией Священной Римской империи. В отличие от других княжеств империи Австрийское герцогство расширялось за счёт негерманских народов, главным образом славян, итальянцев и венгров. Экспансия Австрии в южном и восточном направлениях отвлекала внимание и силы Габсбургов от общегерманских дел, где с середины XVIII века на первые роли выдвинулась военно-феодальная Пруссия.

### Королевство Пруссия
Ядром Пруссии стало маркграфство Бранденбург, которое образовалось в XII веке на славянских землях бодричей и лютичей между Эльбой и Одером в результате экспансии немецких рыцарей на восток. В 1415 году бранденбургские земли стали наследственным владением семьи Гогенцоллернов, выходцев из Баварии, в качестве награды за их поддержку правящей династии «Священной Римской империи».
В 1618 году в результате династического брака сына маркграфа Бранденбурга и дочери герцога Пруссии (из другой ветви Гогенцоллернов) образовалось наследственное владение Бранденбург-Пруссия. Герцогство Пруссия располагалось на землях балтийских племён пруссов, захваченных Тевтонским орденом в XIII веке, и было зависимо до 1657 года от польских королей. В Тридцатилетней войне (1618—1648) относительно слабое владение Бранденбург-Пруссия увеличило свою территорию, в основном благодаря позиции Франции, видевшей в усилении Пруссии противовес влиянию Габсбургов. Курфюрст Фридрих-Вильгельм Великий (правил 1640—1688 гг.) сумел превратить своё государство в сильную военную монархию с постоянной наёмной армией и сословным офицерским корпусом из низшего дворянства.
Нахождение герцогства Пруссии за пределами Священной империи позволило в 1701 преобразовать Бранденбург-Пруссию в королевство Пруссия. В войнах XVIII века Пруссия значительно расширилась в результате завоевания Силезии у Габсбургов, захвата прибалтийского побережья у шведов, нескольких разделов Польши. К эпохе наполеоновских войн Пруссия вошла в число великих европейских держав, территориально единой и соперничающей с Австрией за влияние на германские дела.

### Эпоха наполеоновских войн
Великая французская революция вознесла к власти Наполеона, которому принадлежит заслуга в изменении политической географии Европы.
В войне 1798—1802 гг. Австрия потерпела поражение и вынужденно признала аннексию Францией германских земель на левом берегу Рейна. Чтобы возместить потери немецких князей, было решено кардинальным образом изменить структуру Священной Римской империи: обширные церковные владения, вольные города и мелкие государственные образования вошли в состав более крупных светских государств, число которых сократилось до 130 (число независимых уделов тем не менее составляло около 200). Священная Римская империя окончательно превратилась в конгломерат фактически независимых государств.
Формально Священная Римская империя прекратила существование после разгрома Австрии (называвшейся с 1804 года Австрийской империей) в войне 1805 года. 6 августа 1806 года император Франц II сложил с себя титул императора Священной Римской империи, оставшись императором Австрии. За месяц до того германские княжества объединились в Рейнский союз, где полновластным фактическим правителем стал Наполеон. Число германских государств в результате поглощения мелких владений сократилось до 40.
После разгрома в 1814 году Наполеона Рейнский союз был распущен, а вместо него образовалась конфедерация Германский союз из 38 немецких государств, включая Пруссию и немецкую часть Австрии. Территория Пруссии почти удвоилась за счёт анклава на Рейне, северной части королевства Саксония и польских земель, округливших её границы.
Многонациональная Австрийская империя с 27 млн подданных преобладала в союзе, однако преимущество Пруссии заключалось в том, что её 11-млн. население состояло в основном из немцев, а вновь присоединённые земли на Рейне обладали развитым промышленным потенциалом. Таким образом, ядром интеграционных процессов в Германии неизбежно становилась Пруссия.

## Предпосылки объединения

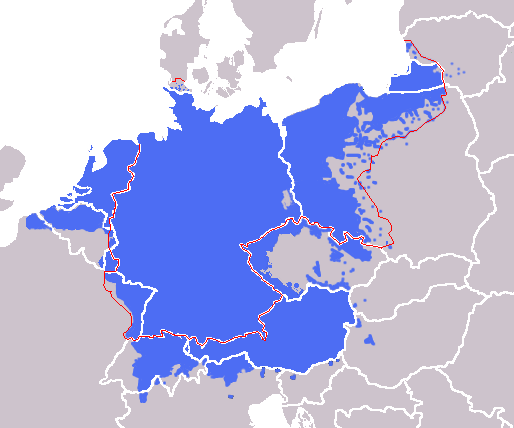
Распространение германских языков (в том числе голландского и фламандского) на основе языкового картирования XIX века с наложенными современными границами государств

Из программного выступления в прусском парламенте премьер-министра Отто фон Бисмарка от 30 сентября 1862 года:

Границы Пруссии в соответствии с Венскими соглашениями не благоприятствуют нормальной жизни государства; не речами и высочайшими постановлениями решаются важные вопросы современности — это была крупная ошибка 1848 и 1849 годов, — а железом и кровью…

### Общественно-политическая ситуация в Европе
После падения Наполеона в Европе возобладал принцип легитимизма, то есть признавалась нерушимость границ под властью традиционно правящих династий. Однако быстрое развитие капиталистического производства, парламентаризма и общественной мысли привели к пониманию приоритета интересов нации над монархо-династическими порядками. Буржуазия нуждалась в единых рынках сбыта, ей мешали феодальные границы и сословная структура общества. К середине XIX века в европейских народах возникло сильное стремление к созданию национальных государств, чему активно оказывали сопротивление уже сложившиеся империи.
В 1830 году Бельгия революционным путём отделилась от голландского королевства. В том же году и повторно в 1863 году поляки при моральной поддержке Англии и Франции поднимали восстания, с целью отделиться от Российской империи. В 1848 году Венгрия революционным путём вышла из Австрийской империи, однако интервенция российских войск разгромила революцию. В 1859 году началось объединение Италии вокруг североитальянского Пьемонта (Сардинского королевства). В том же году полузависимые от Турции княжества Молдавия и Валахия сблизились под единым правителем, а в 1862 году объединились в княжество Румыния. Национальное движение захватило Германию в 1848 году, но попытка начать объединение парламентским путём натолкнулась на отпор правящих классов, отвергающих революционные инициативы общества.

### Стремление немцев к объединению.Революция 1848 года.

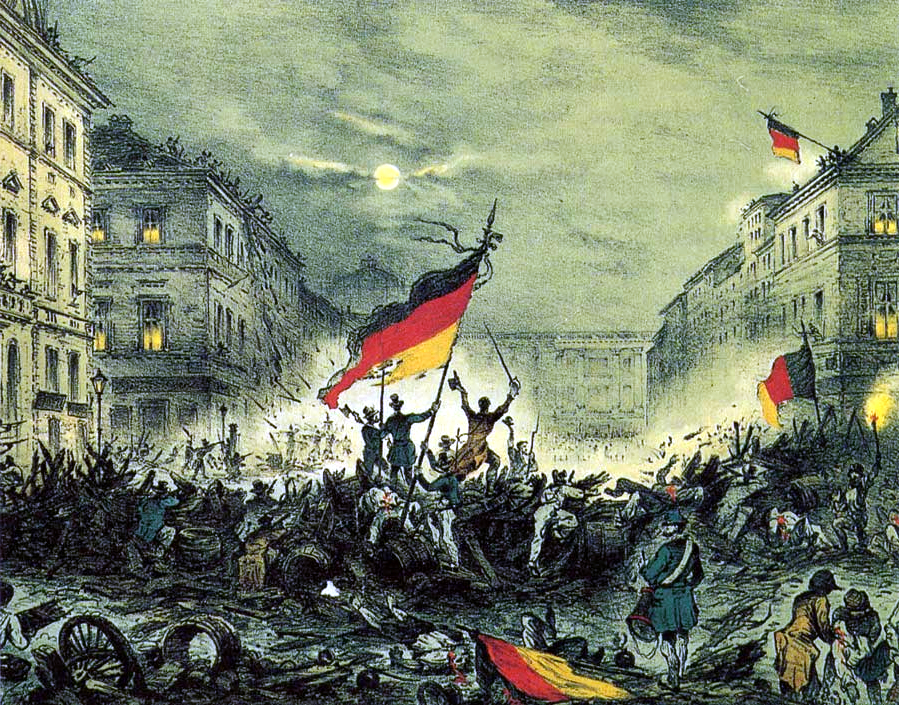
На берлинских баррикадах в марте 1848 года

В 1830-е годы в Германии началась индустриализация, породившая бурный экономический рост и обострившая конфликт интересов буржуазии с феодальным устройством общества. В 1834 году образовался Германский таможенный союз, куда вошли 12 германских государств, а к 1860 году к ним присоединились ещё 5. Союз экономически объединял практически все крупные германские государства за исключением Австрии, устраняя таможенные барьеры между членами союза и накладывая повышенный единый тариф на товары из других стран.
В марте 1848 года по Германии, как и во Франции и Австрии, прокатилась волна выступлений, в том числе с уличными боями в Берлине, с требованием политических свобод и единой Германии. 18 мая 1848 года во Франкфурте-на-Майне по инициативе либеральной интеллигенции собралось Национальное всегерманское собрание, вошедшее в историю как Франкфуртский парламент. 28 марта 1849 года Франкфуртский парламент принял имперскую конституцию, по которой прусский король Фридрих Вильгельм IV должен был стать конституционным монархом Германской империи. Конституцию признали 29 германских государств, но не крупнейшие члены Германского союза (Пруссия, Австрия, Бавария, Ганновер, Саксония).
Фридрих Вильгельм IV отказался принять императорскую корону из рук революционного Франкфуртского парламента, Австрия и Пруссия отозвали оттуда делегатов. Лишившись политической поддержки верхов на фоне угасания революции, парламент распался. Часть делегатов добровольно покинула его, другая крайне левая часть была разогнана вюртембергскими войсками в Штутгарте в июне 1849 года. Волнения, вспыхнувшие в некоторых государствах, были подавлены прусскими войсками.

### Прусский союз. Попытка объединения в 1849 году
Прусский король Фридрих Вильгельм IV отказался возглавить объединение Германии революционным путём «снизу», но желал совершить это «сверху», используя влияние, приобретённое при подавлении революции. В мае 1849 года он созвал конференцию, на которой Саксония и Ганновер вступили в федерацию Прусский союз, где Пруссии отдавались внешняя политика и военные дела. Под влиянием настроений в обществе к Прусскому союзу примкнули 29 германских государств, кроме Австрии, Баварии, Вюртемберга и ещё нескольких княжеств (Эрфуртский союз).
Австрия противилась Прусскому союзу, но после революции 1848—1849 гг. не имела сил для военного противодействия. Поэтому в сентябре 1849 года она заключила с Пруссией соглашение о совместном управлении германскими делами. 10 мая 1850 года по инициативе Австрии был созван сейм Германского союза (Франкфуртский сейм), ознаменовавший восстановление прежних порядков в управлении Германией. Пруссия не признала сейм. Таким образом, два крупнейших германских государства шли к вооружённому конфликту при том, что остальные члены Германского союза разделились в своих симпатиях.
Противостояние осложнялось вялотекущей прусско-датской войной за независимость Гольштейна и внутренним конфликтом в Гессенском курфюршестве. Австро-баварский корпус по решению союзного сейма должен был подавить волнения в Гессене, но пруссаки не пропускали эти войска через свою территорию. 8 ноября 1850 года произошло столкновение прусских и баварских войск у городка Бронцель под Фульдой, в котором несколько человек были ранены. В конфликт вмешался царь Николай I, заставив Пруссию не препятствовать решениям общегерманского сейма. В итоге Пруссия под военным давлением Австрии и России подчинилась, отказавшись от идеи объединения Германии в рамках Прусского союза. Председатель прусского кабинета Мантейфель заявил об этом германским государям, сохранивших верность идее союза. По австро-прусскому соглашению от 29 ноября 1850 года Пруссия устранилась от вмешательства в дела Гессена и Гольштейна, то есть фактически отказалась от независимой внутригерманской политики.
Австрии также не удалось воспользоваться дипломатической победой над Пруссией и усилить своё влияние на принятие решений по общегерманским делам.
Дрезденская конференция в декабре 1850 года восстановила прежние нормы отношений внутри Германского союза.
Попытка объединения Германии 1849 года закончилась неудачей из-за соперничества Пруссии с Австрией, сепаратистского настроя удельных германских правителей и вмешательства России.

### Внешнеполитическая обстановка для Пруссии в 1860-х
Ни одна из великих держав стратегически не была заинтересована в возникновении в центре Европы нового мощного государства, хотя никто не предвидел тогда в полной мере угрозы германского милитаризма. В то же время к середине 1860-х годов благодаря последовательной дипломатии Бисмарка и политической разобщённости великих держав (самоустранение России от международных дел после Крымской войны; экспансия Франции при Наполеоне III, повлёкшая разногласия с Англией и Австрией; борьба Австрии с объединённой Италией) создалась благоприятная внешняя обстановка для объединения Германии вокруг Пруссии.
- Среди событий в России, предшествующих началу объединения, следует отметить Крымскую войну 1853—1856 годов и Польское восстание 1863 года. В результате поражения в Крымской войне влияние России в Европе ослабло, отношение России к её противникам Англии, Франции и особенно Австрии оказалось надолго испорченным[5]. Пруссия была единственной великой державой, которая не выступила против России, что вместе с прусской помощью в подавлении Польского восстания 1863 года[6] обеспечило благожелательный нейтралитет Российской империи в войнах Пруссии против соседей. Также прусский король Вильгельм I приходился дядей царю Александру II, что также склоняло позицию России в пользу Пруссии.
- Ведущая держава Европы на то время Франция завязла в 1862—65 гг. в оказавшейся провальной мексиканской войне. Её силы были отвлечены на захват и укрепление колоний, где французские интересы постоянно сталкивались с английскими. На это наложились личные антипатии императора Наполеона III к Англии в силу подозрений, что итальянские заговорщики используют английскую территорию для подготовки покушений на его жизнь. Сближение Франции с Австрией и тем более союз были невозможны из-за объединения Италии, в ходе которого французская армия в 1859 году сражалась с австрийской. Наполеон III недооценивал военную силу модернизированного прусского государства и надеялся только выиграть в качестве арбитра от внутригерманского конфликта.
- Англия, владевшая огромной колониальной империей, не была расположена вмешиваться без крайней необходимости в дела Европы. Тем более, что морской державе было затруднительно воевать без союзников на континенте, а именно в сильной Пруссии правящая элита видела поначалу противовес Французской империи. Англичан сильно беспокоил как французский проект Суэцкого канала (опасения за Индию), так и стремление Наполеона III присоединить Бельгию. К тому же объединённая Германия не рассматривалась в качестве соперника Англии в колониальных делах, но могла быть выгодным торговым партнёром для сбыта английской продукции и колониальных товаров.
- Австрия не могла стать лидером в деле объединения Германии из-за внутренних и внешних конфликтов, хотя идея великогерманского объединения (то есть включая Австрию) имела немало сторонников. Внутренние субъекты Австрийской империи, особенно венгры, вовсе не желали дальнейшего усиления немецкого доминирования, опасаясь потерять свою автономию. Да и сами немцы из северной Германии не стремились к единению с многонациональным государством. Объединение Италии шло в том числе за счёт австрийских владений с италоязычным населением, что отвлекало силы империи на юг.

### Внутриполитическая обстановка в Пруссии в 1860-х

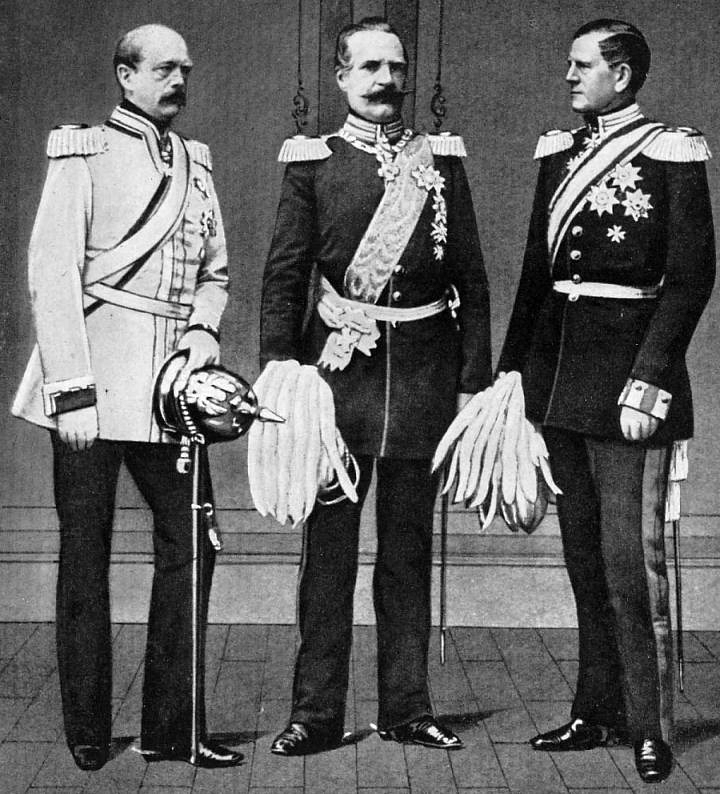
Прусский триумвират 1860-х годов, превративший Германию во второй половине XIX века сначала в региональную, а затем и в мировую великую державу. Слева направо: «железный канцлер» Отто фон Бисмарк; военный министр Пруссии, реформатор армии и его ближайший соратник Альбрехт фон Роон; видный деятель военной науки, бессменный начальник Генерального штаба Хельмут фон Мольтке

7 октября 1858 года к власти в Пруссии пришёл в качестве регента 60-летний принц Вильгельм, брат впавшего в слабоумие короля Фридриха Вильгельма IV. После его смерти 2 января 1861 года Вильгельм стал прусским королём.
Под его руководством началась военная реформа, которая восстанавливала всеобщую воинскую повинность на 3 года, что увеличило численность постоянной армии до 400 тыс. человек. При этом отпадала необходимость рассчитывать на ополчение-ландвер с его низкой боеспособностью. Содержание большой профессиональной армии обходилось дорого, ландтаг (нижняя палата прусского парламента) отказался утвердить расходы на это.
Вильгельм I распустил ландтаг, но повторные выборы 1862 года собрали ещё более радикальных депутатов. Назрел конституционный кризис, для разрешения которого король утвердил 8 октября 1862 года главой исполнительной власти прусского посла в Париже Отто фон Бисмарка. Новый канцлер решился управлять Пруссией без одобренного бюджета, что являлось прямым нарушением конституции. Ландтаг, выражавший интересы прежде всего национальной буржуазии, в очередной раз был распущен в 1863 году, в стране началось волнение.
Бисмарк сохранял спокойствие, он был уверен, что победоносная внешняя политика погасит внутриполитический конфликт. Удобный случай представился со смертью датского короля Фредерика VII в 1863 году, после чего Пруссия победила в Датско-прусской войне 1864 года. В начале июля 1866 года в разгар победоносной войны с Австрией прошли очередные выборы в прусский ландтаг. Большинство в ландтаге завоевали представители национал-либеральных течений, которые утвердили все расходы, сделанные прусским правительством и не одобренные ранее ландтагом. Таким образом Бисмарку удалось погасить конфликт и сохранить конституционную форму прусской монархии.

## Датско-прусская война 1864 года
Бисмарк не имел определённого чёткого плана объединения Германии. Он видел главную цель и шёл к ней последовательно, используя любую возможность. При этом Бисмарк предпочитал действовать политическими методами, но не избегал военных решений, если это приближало его к главной цели. Исторически сложилось так, что датско-прусская война 1864 года стала первым шагом на пути объединения Германии.
Хотя Австрия и Пруссия действовали как союзники против Дании, на деле конфликт превратился в пробу сил между ними за право возглавить интеграционный процесс в Германии. Успех Пруссии в таком рискованном деле, как изменение баланса сил в Европе в пользу Германского союза, укрепил позиции Бисмарка (бывшего всего лишь государственным прусским чиновником высшего ранга) и обеспечил поддержку германским обществом его начинаний.

### Причины датско-германского конфликта

Шлезвиг и Гольштейн на карте Ютландского полуострова.

Прусско-датский конфликт из-за независимости герцогств Шлезвига и Гольштейна, находившихся под властью датского короля, начался в революционном 1848 году. Вмешательство великих держав заставило Пруссию и Австрию признать по Лондонскому протоколу (от 8 мая 1852 года) наследственные права датской короны на эти княжества.
Кроме чувства национального единства, требующего присоединения к Германскому союзу земель с немецким населением, у Пруссии был стратегический интерес к территории Гольштейна. Там располагались удобные гавани на Балтике, a через его земли в основании Ютландского полуострова можно было прорыть канал, значительно сокращавший морской путь из Северного моря в Балтийское.
Датский король Фредерик VII умер 15 ноября 1863 года, не оставив сына, что дало Германскому союзу формальный повод оспорить наследственные права Дании на территорию герцогств. Новый король Дании Кристиан IX подписал 18 ноября 1863 года конституцию, по которой полиэтничный Шлезвиг, бывший веками фактически частью Дании, присоединялся к Дании. Гольштейн, входящий в Германский союз, сохранял свой государственный статус под властью датской короны. Пруссия и Германский союз немедленно усмотрели в присоединении одного только Шлезвига нарушение средневековой нормы и Лондонского протокола, по которым закреплялось обязательство Дании сохранять политическое единство Шлезвиг-Гольштейна. Повод для второй войны за Шлезвиг-Гольштейн был найден.

### Начало датско-германской войны
Фридрих Августенбургский из побочной ветви датской королевской династии заявил права на престол герцогств, Германский сейм поддержал его как человека, близкого по духу к германской нации. 24 декабря 1863 года войска Саксонии и Ганновера, выполняя решение Германского союза, заняли территорию Гольштейна.
Бисмарку удалось представить свой тайный план расширения Пруссии как внутригерманское дело, как борьбу за независимость герцогств в рамках сохранения их прежнего государственного статуса. Он публично не поддержал резолюцию сейма и не признал прав Фридриха, за что подвергся резкой критике в Пруссии. Усыпив бдительность великих держав, Бисмарк втянул Австрию в антидатскую коалицию. 16 января 1864 года Пруссия и Австрия предъявили Дании ультиматум: в 48 часов отменить конституцию. Датское правительство отклонило ультиматум, надеясь на вмешательство Англии и Франции. 1 февраля 1864 года в Шлезвиге начались боевые действия.

### Победа австро-прусской коалиции
Австро-прусская коалиция с участием других германских государств была слишком сильной, чтобы Англия могла решиться воевать за Данию в одиночку. Английский премьер Пальмерстон обратился к Франции с предложением вмешаться в шлезвиг-гольштейновский вопрос, однако Франция ответила отказом. После провала в Мексике Франция не желала нового конфликта, причём в союзе с Англией, которая ничем не рисковала. Французский император Наполеон III помнил о неудачном дипломатическом выступлении совместно с Англией против России по поводу польского восстания 1863 года, когда Англия решительно толкала союзника на войну с Россией, но сама внезапно дала задний ход. Раздражение Наполеона вызвал также визит в апреле 1864 года в Англию известного итальянского революционера Гарибальди.
1 августа 1864 года Дания, убедившись, что реальной помощи ждать не приходится, подписала предварительные условия мира. Датский король уступил все права на спорные герцогства Гольштейн, Шлезвиг и Лауэнбург в пользу короля Пруссии и императора Австрии.
Венский договор от 30 октября 1864 года формально закрепил уменьшение датских владений в Европе на 40 %. Бисмарку удалось отстранить от власти Фридриха Августенбургского, в пользу которого Германия выступала вначале единым фронтом и под прикрытием которого Бисмарк спланировал аннексию завоёванных земель. 14 августа 1865 года по Гаштейнской конвенции Австрия и Пруссия, сохраняя право общей собственности над герцогствами, разделили управление над ними: Шлезвиг поступил в управление Пруссии, Гольштейн достался Австрии. Самый маленький Лауэнбург был предоставлен в собственность Пруссии за 2,5 млн талеров, уплаченных Австрии.
Гаштейнская конвенция не столько разрешала проблему раздела добычи между Австрией и Пруссией, сколько создала новый повод для войны между ними.

## Австро-прусская война 1866 года

### Подготовка австро-прусской войны
Объединение Германии неизбежно должно было привести к войне Пруссии с Австрией, Бисмарк предвидел это ещё в 1856 году:

Германия слишком тесна для Австрии и Пруссии. Поэтому в близком будущем нам придётся отстаивать против Австрии наше право на существование, и не от нас зависит избежать конфликта; течение событий в Германии не допускает другого исхода…

Делёж Шлезвига и Гольштейна был сознательно выбран Бисмарком как удачный повод к войне с Австрией. Во-первых, конфликт из-за герцогств снижал вероятность вмешательства других держав на стороне Австрии; во-вторых, в случае победы оба герцогства отходили к Пруссии как дополнительный трофей помимо главного выигрыша — гегемонии в германских делах.
Обладание Гольштейном при неясных условиях совместной собственности по Гаштейнской конвенции скорее создавало проблемы Австрии, чем давало ей выгоды, так как это герцогство было отделено от империи прусской территорией. Попытка Австрии урегулировать вопрос путём обмена Гольштейна на скромную территорию в районе прусско-австрийской границы натолкнулась на категорический отказ Бисмарка. К февралю 1866 года он решился на войну, крайне непопулярную как в Германии, так и среди прусского общества. Впоследствии начальник прусского генерального штаба Гельмут фон Мольтке писал:

Война 1866 года не была вызвана необходимостью отразить угрозу нашему национальному существованию; это был конфликт, признанный необходимым в кабинете, заранее обдуманный и постепенно подготовлявшийся…

Ставка и риск были настолько высоки, что в случае поражения Бисмарк был готов расстаться с жизнью. Летом 1866 года он заявил английскому посланнику:
«Может статься, Пруссия проиграет, но в любом случае, она будет сражаться отважно и с честью… Если нас разобьют, я не вернусь сюда. Я погибну в последней атаке. Умереть можно лишь однажды, и побеждённому лучше всего умереть».

### Дипломатическая активность Бисмарка
Свои усилия Бисмарк направил сразу по нескольким направлениям.
- Нейтралитет России. Царь Александр II благожелательно относился к Пруссии, единственной из великих держав не выступивших против России в Крымской войне. Бисмарк ещё более завоевал доверие царя обещанием в 1866 года поддержать требование России об отмене статьи Парижского договора 1856 года, которая запрещала России иметь Черноморский военный флот.
- Нейтралитет Франции. Противоречия Франции с Австрией не перевешивали того обстоятельства, что политически объединённая Германия являлась серьёзной угрозой национальной безопасности Франции. Бисмарк осенью 1865 года встретился с Наполеоном III на морском курорте в Биаррице, где предложил Франции герцогство Люксембург в обмен за нейтралитет. Наполеон ясно дал понять, что желает большего, а именно Бельгийское королевство. Такое усиление Франции не входило в планы Бисмарка, он предпочёл взять паузу в государственном торге.

Франция продолжала оставаться самой серьёзной угрозой прусской экспансии. Наполеон III рассчитывал не мешать австро-прусской войне, дождаться ослабления обоих противников в их изнурительном противостоянии, а затем получить без особого риска Бельгию заодно с Люксембургом, просто придвинув французскую армию к Рейну. Бисмарк правильно оценил намерения французского императора и постарался использовать это в плане военной кампании против Австрии. Успех могла принести только быстрая кампания, чтобы успеть высвободить прусскую армию прежде, чем Наполеон III решится вступить в конфликт. Для этого необходимо было ослабить австрийскую армию войной на два фронта.
- Союз с Италией. Бисмарк использовал недовольство образованного в 1861 году Итальянского королевства тем, что Австрия продолжала удерживать область Венеции. Бисмарк дал обязательство королю Виктору-Эммануилу II отдать ему Венецию при любом исходе войны Италии с Австрией. Однако Наполеон III запретил зависимому от него итальянскому королю союз с Пруссией, и только после долгих уговоров Бисмарка снял возражение. 8 апреля 1866 года был подписан союзный договор, по которому Италия должна была напасть на Австрию, если Пруссия начнёт войну в 3-месячный срок.

### Ход боевых действий
7 июня 1866 года прусские войска стали занимать Гольштейн под предлогом прекращения там антипрусской агитации. 14 июня Австрия при поддержке других крупных государств Германского союза провела решение на общегерманском сейме о мобилизации войск против Пруссии. Бисмарк обратился к немецкому народу с речью, в которой представил Пруссию жертвой австрийской агрессии, вызванной прусским предложением о реформировании Германского союза в сторону более тесного единства. 16 июня прусские дивизии пересекли границы австрийской Богемии и других германских государств, союзных Австрии. 20 июня в войну против Австрии вступила Италия.
Фактически расстановка сил выглядела следующим образом: Пруссия в союзе с Италией против Австрии с Саксонией. Союзниками Пруссии были мелкие северо-германские государства (Мекленбург, Гамбург, Ольденбург, Бремен и др.). Союзниками Австрии выступили крупные государства Германского союза Бавария, Ганновер, Саксония, Вюртемберг, Баден, Гессен, Франкфурт и др., но сколько-нибудь значимые вооружённые силы (более 20 тыс.) выставила только Саксония.
Уже 24 июня 1866 года относительно большая итальянская армия побежала после битвы при Кустоце, но свою роль она выполнила, оттянув на юг 78-тыс. австрийскую армию.
Пруссии пришлось иметь дело с 3 группировками противника. Австрия и Саксония на юге; Бавария и Вюртемберг на юго-западе; Ганновер, Гессен и Кассель на западе. Германские войска не доставили особых хлопот пруссакам. 29 июня капитулировала ганноверская армия, после чего 3 прусские дивизии (48 тыс.) повернули на южногерманские государства, которые не успели отмобилизовать силы. Успешное продвижение пруссаков в Баварии было остановлено лишь наступившим перемирием.
Основные события разворачивались в Богемии (Чехии), где 280-тыс. прусской армии противостояла немногим более слабая австрийская группировка. В ряде сражений австрийцы потерпели поражение, их деморализованные войска откатились от границы. Уже 1 июля австрийский командующий Бенедек попросил императора Франца-Иосифа скорее заключить мир. 3 июля в битве при Садовой (при Кёниггреце) в верховьях Эльбы пруссаки разгромили главную австрийскую армию и к середине июля вышли на подступы к Вене. Очень неспокойно было в Венгрии, жители которой готовились к отделению от Австрийской империи. Хотя австрийцы имели ещё достаточно войск для продолжения войны, дальнейшее сопротивление могло привести империю к развалу.
Бисмарк, преодолевая недовольство своего короля и прусского генералитета, спешил с необременительным для Австрии миром по другим соображениям: Россия и Франция могли увеличить цену за свой нейтралитет. Министр иностранных дел Франции выступал за немедленное нападение на Пруссию. Наполеон III, смущённый быстрым разгромом австрийцев, колебался, тем не менее за несколько дней до перемирия французский посол в Берлине предложил Пруссии согласиться на аннексию Люксембурга. Война окончилась быстрее, чем великие державы успели опомниться. 26 июля 1866 года в Никольсбурге при посредничестве Франции был подписан предварительный мир.
Во время мирных переговоров 16 августа Наполеон III через посла в Берлине предложил Бисмарку заключить секретный наступательный и оборонительный союз, условием которого было присоединение Бельгии и Люксембурга к Франции. Бисмарк сделал вид, что готов примириться с будущим усилением Франции, но фактически затянул рассмотрение вопроса. Тем временем 23 августа 1866 года в Праге был заключён окончательный мирный договор с Австрией.

### Результат австро-прусской войны
- Главным результатом победы Пруссии стал выход Австрии из Германского союза. Последующее создание Северогерманского союза и присоединение 12 января 1867 года Шлезвига-Гольштейна к Пруссии явились логичным завершением устранения Австрии от германских дел.
- Венеция была присоединена к Итальянскому королевству, хотя нельзя считать это непосредственным результатом боевых действий. Ещё до начала войны 12 июня 1866 Австрия согласилась уступить Венецию французскому императору с тем, чтобы он передал её своему союзнику королю Виктору Эммануилу II. Однако итальянцы все равно решились воевать, формально соблюдая условия прусско-итальянского договора, но фактически надеясь на более значительные территориальные приобретения.
- Бисмарк сознательно отказался от территориальных приобретений за счёт Австрии, не желая возбуждать в ней жажды реванша. На Австрию была наложена необременительная контрибуция.
- Сильнее пострадали германские союзники Австрии. Бавария и Гессен-Дармштадт уступили Пруссии часть своих земель к северу от реки Майн[11]. Пруссия присоединила в сентябре 1866 года королевство Ганновер, курфюршество Гессен-Кассель, герцогство Нассау и город Франкфурт. Саксония избежала поглощения только благодаря требованию Австрии. Прусское королевство в 1867 году стало насчитывать 24 млн жителей.

## Северогерманский союз. 1867—1870 годы

### Образование Северогерманского союза
Население присоединённых земель, за исключением датскоговорящих жителей северного Шлезвига, лояльно восприняли аннексию Пруссией своих государств. Лишённые владений удельные монархи получили богатые доходы в качестве компенсации, если только не пытались бороться за реставрацию. На сохранивших независимость мелких монархов северной Германии Пруссия надавила, чтобы создать военно-политический Северогерманский союз.
4 августа 1866 года Бисмарк предложил государствам Северной Германии (21 государство с 6 млн жителей, самое крупное — королевство Саксония) заключить союз с Пруссией на год, в течение которого должны быть выработаны принципы объединения. Берлинская конференция (13 декабря 1866 — 9 января 1867) утвердила гегемонию Пруссии в Северогерманском союзе, построенном по федеративному принципу.
Главой союза стал прусский король, он же верховный главнокомандующий вооружёнными силами всех государств, входящих в союз. Прусский король получил право от имени союза объявлять войну, вести переговоры и заключать мир. В ведение союзных органов перешли транспортные коммуникации, монетное дело, уголовные дела, часть налогов. Все войска перестраивались под прусский образец. Союзный парламент (рейхстаг) избирался прямым голосованием, но получил ограниченные полномочия. Большим влиянием на государственные дела пользовался союзный совет (бундесрат), состоявший из представителей государей. Пруссия, несмотря на преобладающую численность своих подданных в союзе, имела в совете лишь 17 голосов из 43.
1 июля 1867 года союзная конституция была опубликована, а осенью начал действовать избранный рейхстаг. За время своего недолгого существования (1867—1871 гг.) он провёл существенную работу по укреплению политического единства Северогерманского союза. В экономическом плане принятые законы окончательно порушили старые феодальные порядки с ограничениями (отмена монополий, снятие всевозможных запретов и средневековых регламентов, свобода переселения внутри союза, право на забастовки).

### Южногерманские государства
В дела германских государств к югу от Майна Пруссия не вмешивалась, чтобы не возбуждать опасений Франции. По Пражскому договору 1866 года эти государства (Бавария, Вюртемберг, Гессен-Дармштадт, Баден, всего около 6 млн жителей) должны регулировать отношения с Северогерманским союзом специальными соглашениями.
Осознав угрозу существования в политической изоляции, эти государства заключили с Северогерманским союзом тайные договоры оборонительного характера. Стороны гарантировали неприкосновенность своих владений и в случае войны должны были объединить армии. Депутаты южногерманских государств допускались в союзный рейхстаг для обсуждения торговых и экономических вопросов в рамках общегерманского таможенного союза.
Настроения жителей южногерманских государств (за исключением Бадена) не способствовали объединению с Северогерманским союзом. Католики юга Германии с подозрением относились к протестантам севера, а правящие элиты не желали жертвовать властью в пользу идеи германского единства. Промышленно менее развитый регион по сравнению с северной Германией не имел сильной мотивации к созданию единого рынка или сильной империи для захвата колоний.
В мае 1868 года Бисмарк заявил:

Все мы носим в сердце идею национального единения, однако для расчётливого политика на первом месте всегда необходимое, а уже потом желательное, то есть вначале оборудование дома, а только потом его расширение. Если Германия реализует свои национальные устремления до окончания девятнадцатого века, я сочту это величайшим событием, а случись то же самое через десять или даже пять лет — это было бы нечто из ряда вон выходящее, неожиданная милость божья…

Однако с началом Франко-прусской войны все политические преграды в июле 1870 года были сметены взрывом патриотического энтузиазма среди немцев.

## Франко-прусская война 1870—1871 годов
В 1867 году на границах Франции возникло сильное федеративное государство Северогерманский союз с 24 млн пруссаков и 6 млн других немцев. Ещё 6 млн немцев из южногерманских государств были связаны с союзом договорными обязательствами. Франция ничего не получила в качестве компенсации от создания мощного германского государства, по количеству жителей сравнимого с населением Франции (36 млн французов). На это наложились внутриполитические проблемы в империи Наполеона III и заинтересованность Пруссии в присоединении южногерманских королевств. Обе державы стремились решить свои внутренние проблемы победоносной войной друг с другом.
Причины, подготовка и ход войны с приведёнными цитатами изложены в целом по сборнику «История дипломатии» под ред. В. П. Потёмкина и статье в ЭСБЭ.

### Франко-прусская война
К лету 1870 года Наполеон III почувствовал неустойчивость своего положения внутри Франции. Его влиятельная жена императрица Евгения говорила, указывая на сына: «Война необходима, чтобы это дитя царствовало». Попытки договориться с Бисмарком об аннексии Люксембурга и тем более Бельгии закончились ничем, экспансия Французской империи в Европе могла произойти только военным путём.
Повод к конфликту возник 1 июля 1870 года, когда испанцы пригласили на королевский престол принца Леопольда из боковой ветви правящей прусской династии Гогенцоллерн-Зигмаринген. Французы не без оснований усмотрели угрозу в правлении династии Гогенцоллернов одновременно в Германии и Испании. 6 июля министр иностранных дел Франции герцог Грамон заявил в парламенте, что Французская империя без колебаний начнёт войну против Пруссии, если та «посмеет воскресить империю Карла V».
Бисмарк рассматривал давление Франции как удобный повод для войны, в которой Пруссия оказалась бы в роли жертвы агрессивного соседа, но прусский король Вильгельм I заставил своего родственника Леопольда официально отказаться от испанского престола. Тем не менее, Наполеон III под влиянием ближайшего окружения и ложного представления о состоянии французской армии решил ускорить события. 13 июля Париж потребовал от Вильгельма письменного заявления с обязательством не вредить в будущем интересам Франции. Требование содержало преднамеренную дерзость, и прусский король отказался дать подобные гарантии, пообещав продолжить переговоры.
Бисмарк после консультации с начальником генштаба и военным министром самовольно изменил текст о ходе переговоров для сообщения в прессе таким образом, что будто Вильгельм отказался вообще обсуждать вопрос с французским послом. Французы восприняли это именно так, как рассчитывал Бисмарк, и к чему стремился Наполеон III.
Династический спор заинтересованные стороны превратили в повод к войне, причина которой состояла в борьбе за политическое господство в западной Европе. 15 июля депутаты французского парламента 245 голосами против 10 одобрили объявление войны. 19 июля 1870 года на заседании северогерманского рейхстага Бисмарк объявил о начале войны Франции против Пруссии.

### Внешнеполитическая ситуация для Франции и Пруссии
- Позиция России. Хотя Александр II с неудовольствием следил за поглощением мелких германских государств Пруссией, вызывающие требования Наполеона III к Вильгельму I рассердили царя. Более существенным являлось обещание Бисмарка поддержать Россию в пересмотре Парижского договора 1856 года, запрещавшего России иметь Черноморский военный флот. 23 июля была опубликована декларация России о нейтралитете с призывом к другим государствам о невмешательстве во франко-прусскую войну.
- Внутри Австро-Венгрии боролись два течения: военно-аристократические круги желали реванша над Пруссией, в то время как буржуазия и венгерские националисты выступали против. Исход противостояния в правящих кругах был решён позицией Александра II. Австрийцам дали понять, что на их вмешательство Россия ответит открытием военных действий против Австро-Венгрии.
- Англия заявила о своём нейтралитете ещё 18 июля. Бисмарк постарался закрепить эту позицию, обнародовав 24 июля конфиденциальную записку французского посла в Пруссии от 1867 года, в которой посол развивал проект захвата Бельгии Францией. Общественное мнение англичан было настроено резко против личности Наполеона III, хотя правительство и видело опасность в чрезмерном усилении Пруссии.
- Итальянский король Виктор-Эммануил склонялся к союзу с Францией, однако этому препятствовало нахождение французского гарнизона в Риме. Франция поддерживала папское государство, из-за чего объединение Италии не могло быть завершено. Бисмарк шантажировал Виктор-Эммануила, угрожая поддержать деньгами и оружием республиканское восстание в случае выступления Италии на стороне Франции. После поражения Франции итальянцы предпочли извлечь из этого выгоду и заняли 20 сентября 1870 года Рим, покинутый французскими войсками.

### Ход боевых и дипломатических действий

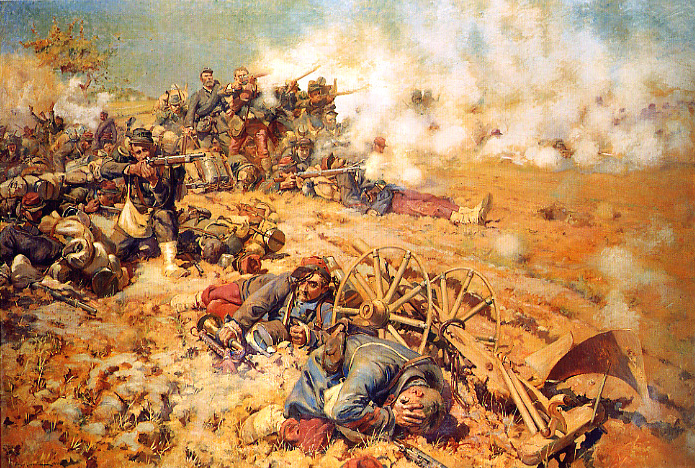
Одно из сражений (при Марс-ла-Тур) франко-прусской войны в августе 1870 года

28 июля 1870 года Наполеон III прибыл в Мец, чтобы повести французскую армию в Пруссию. Однако он обнаружил полную неготовность войск к ведению войны и был вынужден остаться на границе, дожидаясь окончания мобилизации. Инициатива перешла к пруссакам, которые быстро сосредоточили 3 армии (330 тыс. солдат) и двинули их 4 августа во Францию. Французские войска в приграничных районах значительно уступали противнику в численности (200 тыс. солдат), тактической подготовке и артиллерии.
Основная французская группировка (180 тыс.) под командованием маршала Базена была блокирована под Мецем, на её выручку двинулась другая армия (140 тыс.) под командованием маршала Мак-Магона и при которой находился Наполеон III. Эта армия была окружена под Седаном. 1 сентября произошло сражение, а на следующий день после неудачных попыток прорыва император Наполеон III сдался вместе с более чем 100 тыс. своих солдат. Армия Базена капитулировала позднее, 27 октября 1870 года.
После получения известия о пленении Наполеона 4 сентября в Париже была объявлена республика и организовано правительство национальной обороны. Пруссия нарастила численность войск во Франции до 700 тыс. солдат, в октябре был блокирован Париж. 28 января 1871 года Париж капитулировал, затем во Франции были проведены выборы в Национальное собрание, которое утвердило 10 мая 1871 года окончательный мир (Франкфуртский мир) с Пруссией, фактически с провозглашённой Германской империей.

## Объединённая Германия

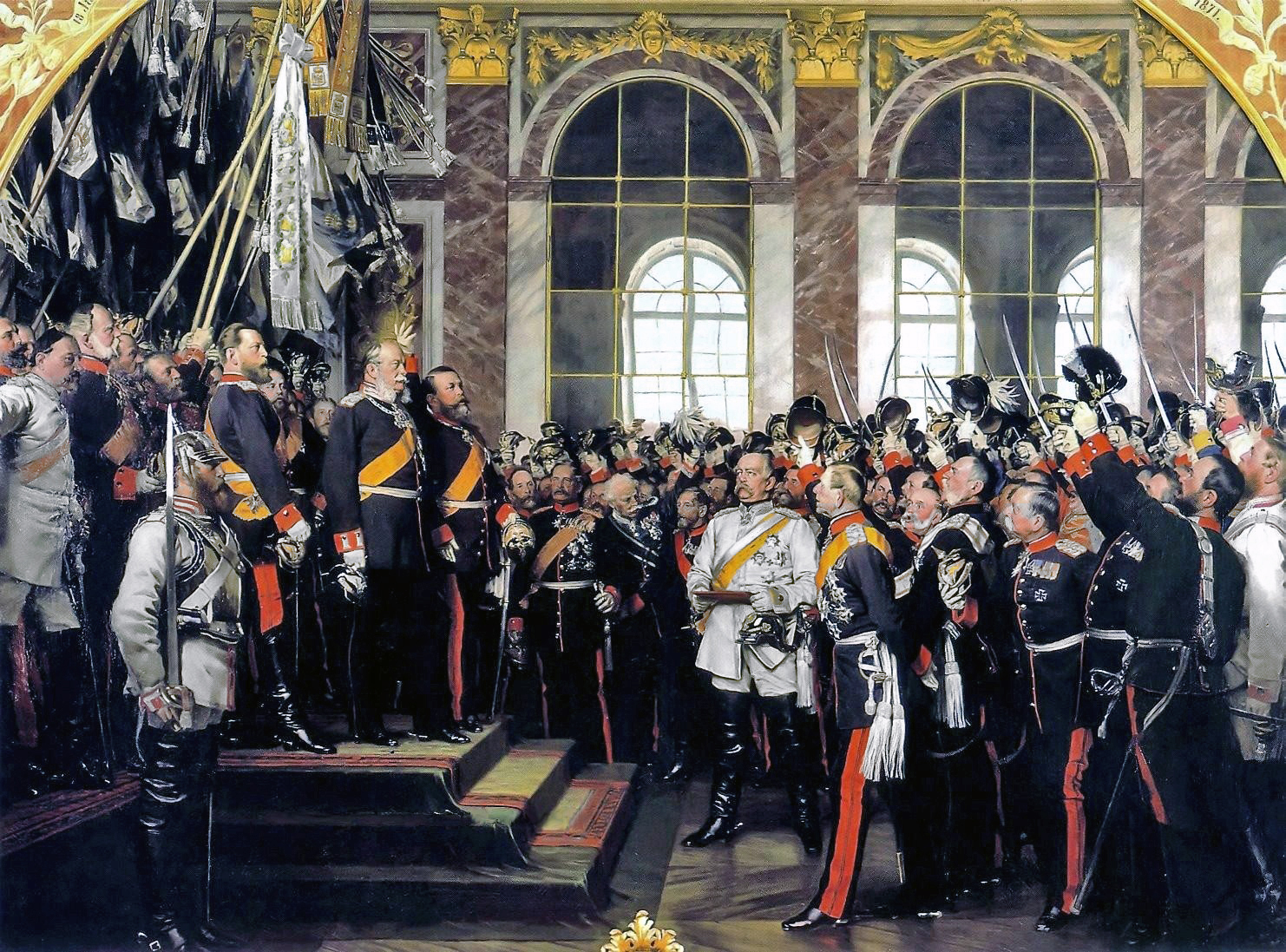
Провозглашение Германской империи в Версальском дворце под Парижем в 1871. Картина А. Вернера.

### Объединение германских государств
С началом войны немцы из южногерманских государств сразу встали на сторону Пруссии. Студенты записывались волонтёрами в армию, попытки сохранить нейтралитет пресекались общественным мнением. Победы прусской армии во Франции вызвали небывалый подъём национального самосознания, на волне которого идея германского единства претворилась в жизнь.
После победы под Седаном южногерманские государства начали с Пруссией переговоры о вступлении в Северогерманский союз. Герцогство Баден ещё до войны собиралось присоединиться к союзу, переговоры с королевствами Баварией и Вюртембергом осложнялись тем, что эти государства претендовали на особые привилегии внутри союза. Король Баварии Людвиг II согласился признать прусского короля своим сюзереном за солидное пенсионное обеспечение в виде ежегодных выплат в размере 300 тыс. марок золотом. 23 ноября 1870 года подписан договор между Северогерманским союзом и Баварией, оговорившей её военную автономию в мирное время. 25 ноября в союз вступил Вюртемберг, армия которого составила отдельный корпус в вооружённых силах Германии.
10 декабря 1870 года рейхстаг Северогерманского союза по предложению канцлера Северогерманского союза Бисмарка от 9 декабря 1870 года переименовал Северогерманский союз в Германскую империю, конституцию Северогерманского союза — в конституцию Германской империи, а пост президента Северогерманского союза — в пост германского императора.
Бисмарк организовал письмо от германских государей с просьбой Вильгельму I принять из их рук императорскую корону. 18 января 1871 года в Версальском дворце под Парижем Бисмарк в присутствии немецких князей зачитал текст провозглашения прусского короля германским императором. Депутаты представительного органа немецкого народа, рейхстага, участия в церемонии не принимали.
21 марта 1871 года собралось первое заседание Германского рейхстага, а 16 апреля была принята конституция Германской империи, по сути, модифицированная версия конституции упразднённого Северогерманского союза.

### Германская империя
Германская империя (Deutsches Reich) объединила политически все государства с немецким населением, расположенные к северу от Альп. Эти 25 государств с 36 млн немцев обладали различными правами и неодинаковым влиянием внутри империи. Отдельные удельные монархи сохранили свою самостоятельность на местном уровне, они также имели влияние через назначение представителей с правом вето в верхнюю палату германского парламента.
Выборы в нижнюю палату, рейхстаг, проводились по принципу всеобщего равного избирательного права для мужчин, однако демократический характер процедуры не соответствовал возможностям низших классов влиять на управление государством, так как реальная власть сосредоточилась в руках императора.
Франкфуртский мир с Францией (10 мая 1871 года) прибавил 26-й субъект в империю: Эльзас-Лотарингию (1,5 млн жителей), непосредственно подчинённую имперскому правительству.